# Bronisław Rajkowski
Bronisław Stanisławowycz Rajkowski, ukr. Броніслав Станіславович Райковський (ur. 21 lutego 1957 w miejscowości Jałyszów w rejonie baranowskim) – ukraiński prawnik i polityk polskiego pochodzenia, deputowany do Rady Najwyższej II i III kadencji (1994–2002).

## Życiorys
Z wykształcenia prawnik – ukończył studia w Charkowskim Instytucie Prawniczym im. Feliksa Dzierżyńskiego. Uzyskał następnie stopień kandydata nauk politycznych. Od 1977 zatrudniony w służbach ubezpieczenia państwowego, zaś po studiach w organach bezpieczeństwa państwa, komunistycznym aparacie partyjnym, a następnie jako adwokat.
W okresie przynależności Ukrainy do Związku Sowieckiego był deputowanym Rady Najwyższej XIII kadencji. W 1994 i w 1998 uzyskiwał mandat posła do Rady Najwyższej Ukrainy II i III kadencji z ramienia Komunistycznej Partii Ukrainy. Po odejściu z parlamentu w 2002 pracował jako dyrektor generalny firmy prawniczej. W 2004 został członkiem Centralnej Komisji Wyborczej.